# Rob Cantor
Rob Cantor est un musicien americain, ayant joué dans le groupe Tally Hall sous l'identité de Yellow (jaune, pour la cravate jaune qu'il portait) avant de se tourner, à la disparition du groupe, vers la composition musicale pour Disney, ayant surtout écrit des musiques pour Molly McGee et le fantôme.